# 楊恩生
楊恩生（1956年－）台灣水彩畫家，原籍廣東，生於花蓮縣花蓮市美崙。1972年創立建中美術社。畢業自台北市立建國中學、1985年獲國立師範大學美術研究所碩士，師承梁丹丰、李焜培教授。作品以水彩表現為主，早期以靜物畫聞名，1980年代晚期轉以自然生態為創作題材。1990年起為郵政總局繪製至少五套瀕臨絕種哺乳動物郵票，首創生態主題的系列郵票。1991年臺灣溪流鳥類郵票創下八億銷售佳績。
曾旅居美國西岸一段時間，2006年2月回到台灣教於臺灣國立師範大學。曾任國立台灣師範大學設計系教授、林口台師大藝術產學園區計畫主持人、亞熱帶生態藝術協會理事長。
楊恩生早期以靜物畫聞名，1987年後改變繪畫的主題為野生動物畫。並替台灣郵政總局長期繪製多種台灣特有種鳥類和哺乳動物的郵票。曾任「世界鶴」、「中國少數民族」、「世界天鵝」專案畫家。
2019年創辦方舟生態藝術有限公司。

## 獲獎記錄
- 台灣教育部文藝創作獎水彩類首獎
- 紐西蘭迴際鳥類題郵票競賽文獻類首獎
- 全省美術版畫首獎、水彩第二

## 出版品
- 楊恩生繪，李馨雅著（2021年）。飛最高。臺北：格林文化。
- 楊恩生繪，李馨雅著（2021年）。你所不知道的南極。基隆：國立海洋科技博物館。
- 楊恩生繪，李馨雅著（2016年）。自然之聲。臺北：格林文化。
- 楊恩生（2016年）。水彩靜物畫：寧靜的生命。臺北：國立臺灣師範大學。
- 楊恩生（2016年）。遇見達爾文：加拉巴哥群島尋祕記。臺北：小魯。好書大家讀 / 文化部優良讀物推薦。
- 楊恩生（2015年）。演化與創造：臺灣特有種鳥類水彩畫集。臺北：林業試驗所。
- 楊恩生（2012年）。台灣水彩調查。臺北：國立臺灣師範大學。
- 「展翼的繆思──臺灣特有種鳥類的故事」影片製片人，行政院農委會林務局補助。
- 楊恩生（2012年）。世界鶴。臺北：台北市立動物園。
- 楊恩生（2010年）。臺北水故事─飲水思源。臺北：臺北自來水事業處。
- 楊恩生（2010年）。動物莊園、靈感之旅專欄。臺北：大自然雜誌。
- 林芳萍著，楊恩生繪（2009年）。達爾文的演化舞臺─誰是大明星。臺北：國立臺灣師範大學。
- 張嘉驊著，楊恩生繪（2009年）。都怪達爾文？當真真面對她的偶像。臺北：國立臺灣師範大學。
- 楊恩生（2009年）。藝術方舟─畫家彩筆下的台灣與全球生態圖像。臺北：藝術家出版社。
- 楊恩生（2009年）。走達爾文的路：加拉巴哥群島尋祕。臺北：山岳出版社。
- 楊恩生（2005年）。世界天鵝攝影寫生紀實。臺北：雄獅圖書。
- 楊恩生（2004年）。水彩經典─英國水彩名家與名作導覽。臺北：雄獅圖書。
- 楊恩生（2004年）。夢的捕手─世界天鵝遊記。臺北：雄獅圖書。
- 楊恩生（2003年）。世界鶴。臺北：華邦電子。
- 楊恩生、侯連海（2003年）。中國古鳥類圖鑑(二)。雲南：雲南科技出版社。
- 楊恩生（2001年）。世界天鵝。臺北：華新麗華。
- 楊恩生、侯連海（2001年）。中國古鳥類圖鑑(一)。雲南：雲南科技出版社。
- 楊恩生（1999年）。世界的邊緣荒野的呼喚。臺北：華新麗華。
- 楊恩生（1993年）。臺灣瀕危鳥類水彩畫集。臺北：華新麗華。
- 楊恩生（1993年）。水彩靜物技法研究。臺北：藝風堂出版社。
- 楊恩生（1993年）。楊恩生的鳥畫世界。臺北：臺灣省立美術館。
- 楊恩生（1991年）。楊恩生畫集。臺北：華新麗華。
- 楊恩生（1990年）。台灣特有種鳥類水彩畫集。臺北：華新麗華。
- 楊恩生（1988年）。水彩技法手冊─動物。臺北：雄獅圖書。
- 林磐聳、楊恩生（1987年）。表現技法(下)。臺北：東大圖書。
- 林磐聳、楊恩生（1986年）。表現技法(上)。臺北：東大圖書。
- 楊恩生（1986年）。水彩技法。臺北：藝風堂。
- 楊恩生（1985年）。水彩藝術。臺北：藝風堂。
- 楊恩生（1984年）。表現技法。臺北：藝風堂。

## 外部連結
- 楊恩生作品
- 楊恩生副教授 師範大學通識中心[永久]
- 楊恩生臉書粉絲團專頁